# 洞桥镇 (宁波市)
洞桥镇，是中华人民共和国浙江省宁波市海曙区下辖的一个乡镇级行政单位，因洞桥而得名:95。

## 历史
周朝时属鄞，秦朝始属鄞县，宋、元、明、清时称句章乡、光同乡，民国时称章远乡，1950年5月原章远乡分为百梁乡、马湖乡、仲夏乡，属鄞江区，1954年2月百梁乡、马湖乡划出部分村建立宁锋乡，1956年6月撤销鄞江区，马湖乡、百梁乡并入宁锋乡，仲夏乡并入建丰乡，1958年10月，原鄞江区区域改为鄞钢人民公社，原宁锋乡分为火箭、红色、红旗3个大队，撤销建丰乡，部分辖区建立东风大队，属鄞钢公社，1959年1月设立洞桥公社，属鄞江区，火箭大队一部分、红色、红旗大队改为马湖、百梁管理区，1961年6月，百梁、马湖管理区合并，设立宁锋公社，1983年6月改为洞桥乡、宁锋乡，1992年5月宁锋乡并入洞桥乡，1998年8月撤乡建镇:95、488，2016年9月划归海曙区管辖。

## 行政区划
洞桥镇下辖以下地区：
明苑社区、石臼庙村、沙港村、王家桥村、上水碶村、上凌村、孙王村、李家村、程家村、洞桥村、蕙江村、罗家漕村、潘家耷村、张家垫村、前王村、树桥村、周公宅村、百梁桥村、宣裴村、鱼山头村和三李村。